# Thøger Binneballe
Thøger Leonard Binneballe (né le 1er septembre 1818 à Copenhague et décédé le 9 décembre 1900 à Sorø) est un architecte et maître d’œuvre danois surtout actif en Norvège.

## Biographie
Binneballe naît en 1818 à Copenhague, au Danemark. Il devient architecte et s'installe en Norvège à la fin des années 1830, où il s'établit en tant que maître d’œuvre dans la ville de Christiania, actuelle Oslo. Binneballe est à l'origine de plusieurs bâtiments importants tels que le Palais d'Oscarshall, du bâtiment abritant le Storting (Parlement norvégien), et de plusieurs bâtiments composant l'Hôpital national norvégien.
Binneballe est l'auteur du design de beaucoup de bâtiments qu'il a fait construire. Il a notamment édifié le premier immeuble de quatre étages dans Karl Johans gate en 1844, et un bâtiment dans Kirkegata ainsi qu'une résidence pour le manager d'une banque comportant les premiers WC privés de la ville.
Quelques années avant sa mort, Binneballe retourne au Danemark, où il décède en 1900. Il est enterré dans la ville de Sorø.
Thøger Binneballe s'est marié à Johanne Sofie Thomle en 1845 avec qui il a eu un fils, Jens Gustav Binneballe, né le 26 février 1848.

## Galerie photographique

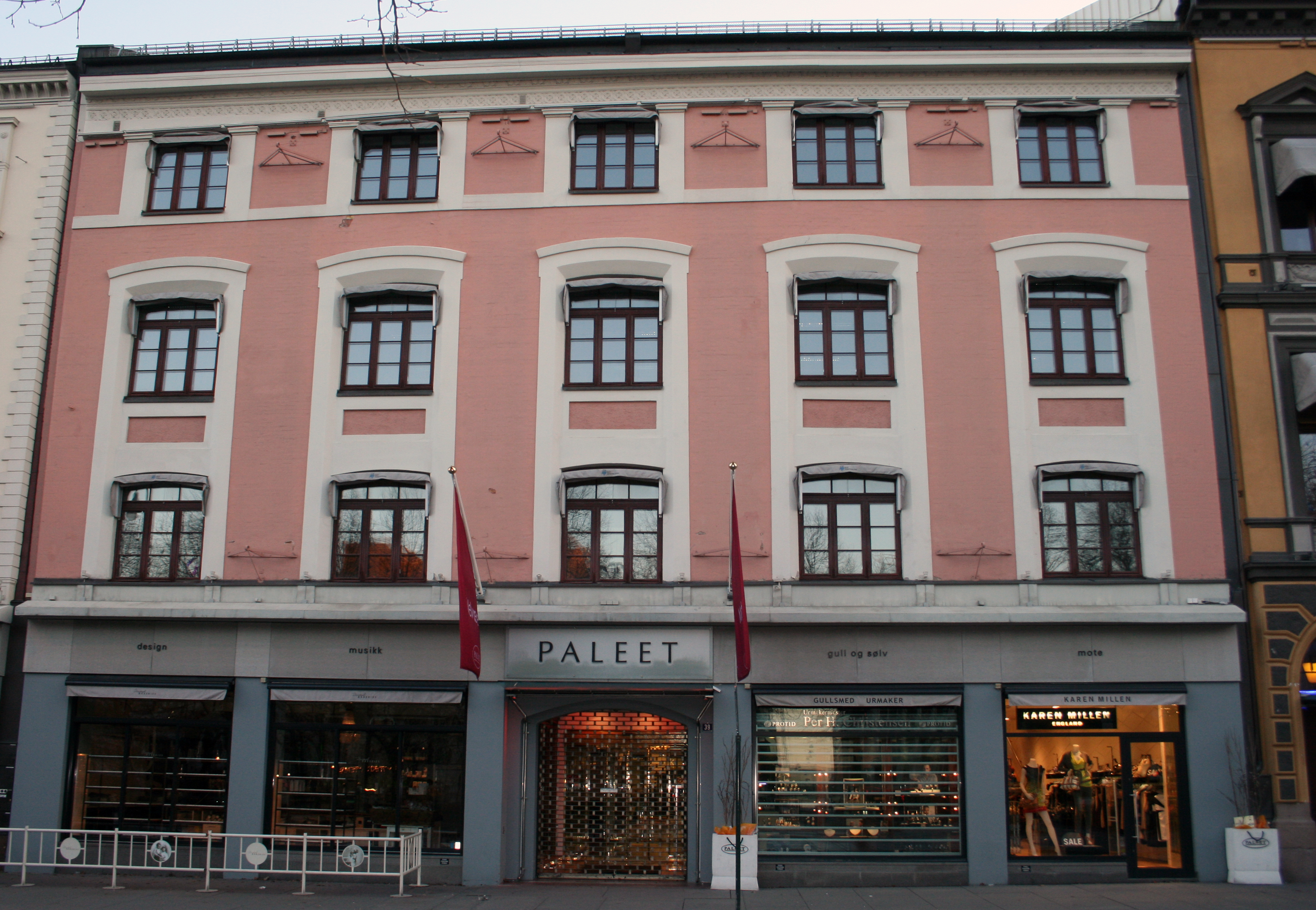
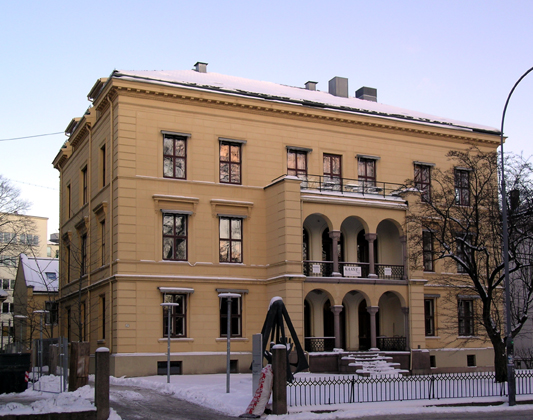
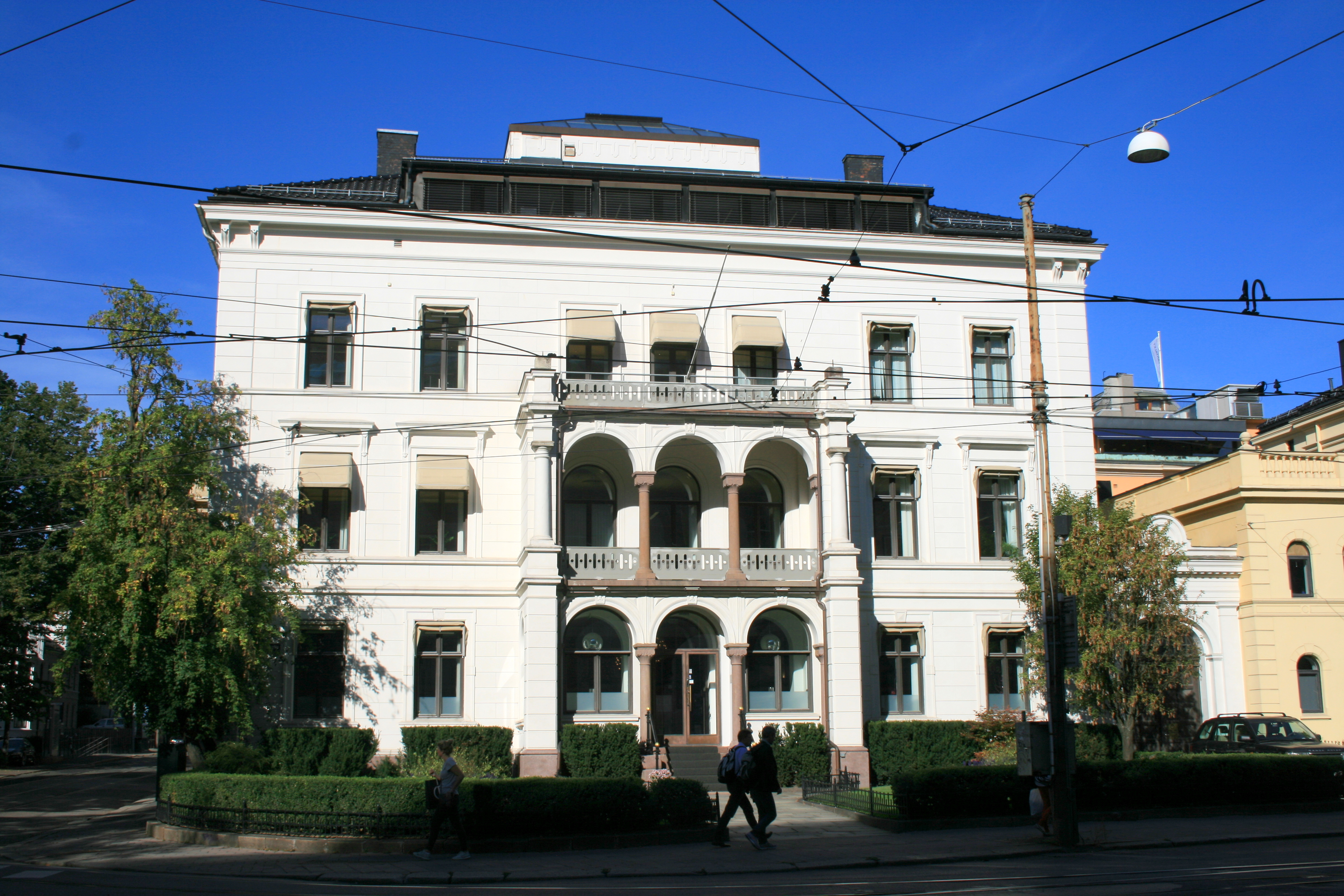
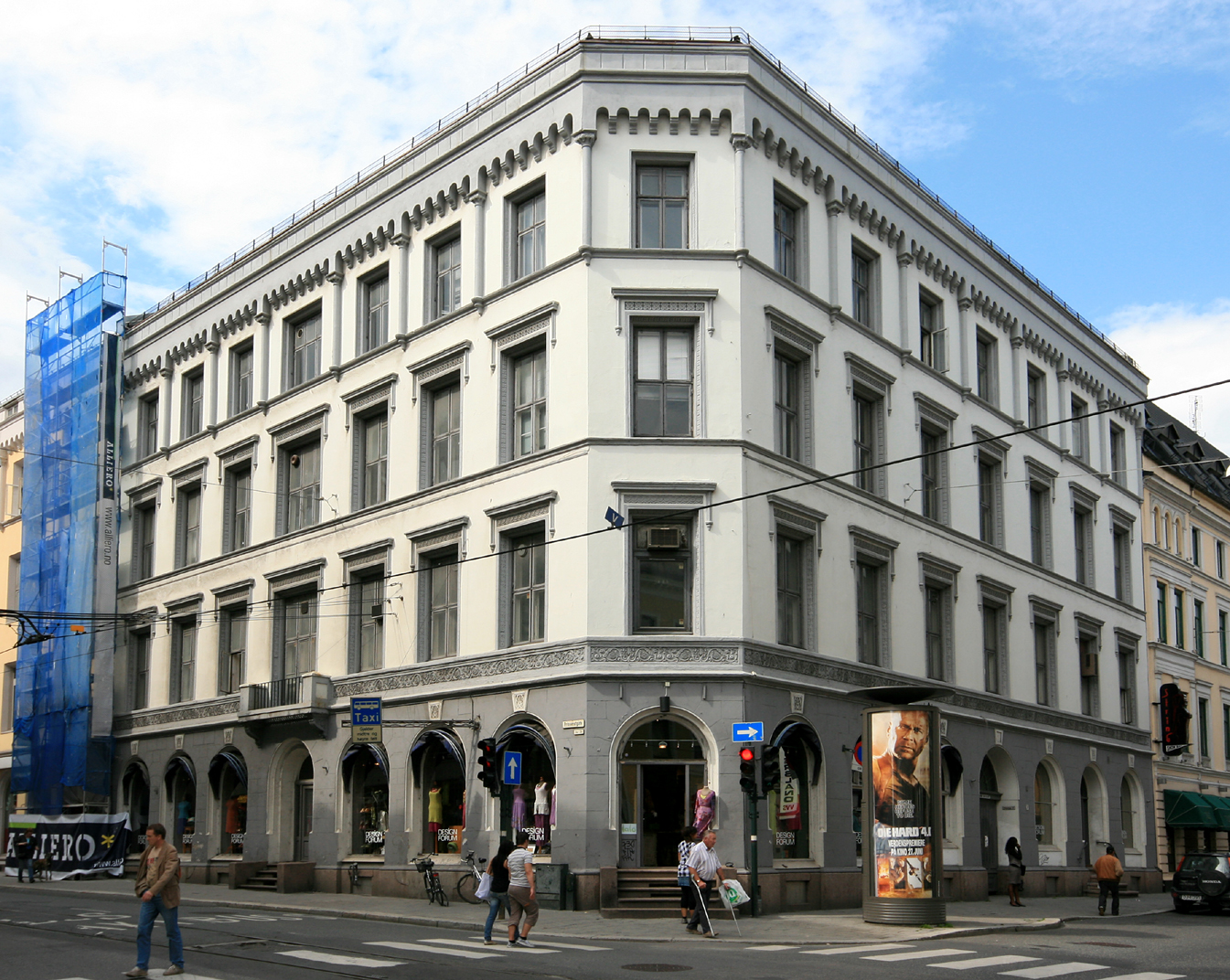